# Ана Берта Еспин
Ана Берта Еспин (на испански: Ana Bertha Espín) е мексиканска актриса.

## Биография
Ана Берта Еспин Окампо е родена на 13 октомври 1958 г. в Теуикстла, щата Морелос, Мексико. Дъщеря е на морелоския политик Артуро Еспин и Алтаграсия Окампо де Еспин. В младостта си учи във Философския факултет на Националния автономен университет на Мексико, а също и специалност „Драматична литература и театър“ в академията „Андрес Солер“. Омъжва се за актьора Хайме Лосано, с когото имат един син – Хайме Артуро Лосано Еспин, мексикански футболист.

## Филмография

### Теленовели
- Късмет (2023) – Дора вдовица де Флорес
- Вечно обичащи се (2023) – Ирма Рувалкаба
- Мария Феликс: Мексиканската дива (2022) – Г-жа Пас
- Моето богатство е да те обичам (2021-2022) – Тереса де Роблес
- Помниш ли ме (2021) – Делия Кастро
- Узурпаторката (2019) – Аркадия Ривас де Миранда
- Трите лица на Ана (2016-2017) – Ремедиос Гарсия вдовица де Валера
- Нека Бог ти прости (2015) – Констанся дел Анхел де Флорес
- Това, което животът ми открадна (2013-2014) – Росарио Домингес
- Лишена от любов (2011-2012) – Росаура Флорес Нава
- Желязната дама (2010) – Енрикета Бермудес де Макотела
- Хамелеони (2009-2010) – Гуадалупе Рамирес вдовица де Моран
- Глупачките не отиват на небето (2008) – Грегория Алкалде вдовица де Моралес
- Пощенски код (2006-2007) – Джесика Мендоса де Гонсалес де ла Вега де Субиета
- Руби (2004) – Елиса де Дуарте / Елиса де Де ла Фуенте
- Истинска любов (2003) – Пруденсия Куриел вдовица де Алонсо
- Без грях (2001) – Флор Гутиерес де Марторел
- Три жени (1999-2000) – Лусия Санчес
- Скъпа Мария Емилия (1999-2000) – Йоланда Гонсалес де Агире
- Leonela, muriendo de amor (1997-1998) – Естела Марибал де Ферари
- Малко село, голям ад (1997) – Рутилия Кумбио
- Canción de amor (1996) – Хуана
- Морелия (1995-1996) – Магдалена Риос вдовица де Солорсано
- Отвъд моста (1993-1994) – Росаура Ресендис
- Clarisa (1993)
- Моята втора майка (1989) – Амелия
- Петнадесетгодишна (1987-1988) – Естела
- Бедната госпожица Лимантур (1987)
- Свърталище на вълци (1986) – Майра
- Leona Vicario (1982) – Адела Камачо
- Soledad (1980-1981) – Пилар

### Сериали
- El encanto del águila (2011) – Мерседес Гонсалес де Мадеро
- Mujeres asesinas (2010) – Телма Асуара Мартинес
- Locas de amor (2010) – Олга
- Vecinos (2005-2008/2012/2017-настояще) – Лорена Риверс / Лорена Руис де Риос
- S.O.S.: Sexo y otros secretos (2007)
- Mujer, casos de la vida real (1991-2006) – Кармен
- ¿Qué nos pasa? (1998)
- Hora marcada (1989) – Ампаро
- Cuentos de madrugada (1985)

### Кино
- Su alteza serenísima (2000) – Долорес Тоста
- Santitos (1999) – Соледад
- Embrujo de rock 2 (1998)
- Luces de la noche (1998)
- Rastros (1997)
- Por si no te vuelvo a ver (1997) – Директорка
- Embrujo de rock (1995)
- Las alas del pez (1995)
- Una buena forma de morir (1994)
- Ya la hicimos (1994) – Каролина
- Gordo (1992) – Съпругата
- Hay para todos (1992)
- Jefe de vigilancia (1992)
- El patrullero (1991) – Госпожа Санчес
- La mujer de Benjamín (1991) – Кристина
- El tesoro de Crispín (1991)
- La última luna (1990)
- La vengadora implacable (1990) – Ирма
- Gabriel (1986)
- Las inocentes (1986)
- Dulce espíritu (1985)

### Театър
- Hasta que la boda nos separe (2009)[1]
- Cena para dos
- Hasta que la muerte nos separe
- La puerta negra delgadina (2004)
- Tu marido nos engaña
- Rosa de dos aromas
- La suerte de la consorte
- Taller del orfebre
- Nosotras que nos queremos tanto
- Los encantos del divorcio
- Tereso y Leopoldina (1988) – Леополдина
- Él y sus mujeres
- Tartufo
- La venganza de Don Medo
- No es cordero que es cordera (1980)

## Награди и номинации
Награди TVyNovelas
| Година | Категория                            | Сериал/Теленовела               | Резултат   |
| ------ | ------------------------------------ | ------------------------------- | ---------- |
| 2016   | Най-добра първа актриса              | Нека Бог ти прости              | Номинирана |
| 2015   | Най-добра първа актриса              | Това, което животът ми открадна | Номинирана |
| 2012   | Най-добра първа актриса              | Лишена от любов                 | Номинирана |
| 2009   | Най-добра първа актриса              | Глупачките не отиват на небето  | Номинирана |
| 2007   | Най-добра актриса в сериал – комедия | Vecinos                         | Номинирана |
| 2004   | Най-добра актриса в поддържаща роля  | Истинска любов                  | Печели     |

Califa de Oro
| Година | Категория                           | Теленовела     | Резултат |
| ------ | ----------------------------------- | -------------- | -------- |
| 2003   | Най-добра актриса в поддържаща роля | Истинска любов | Печели   |

Награди Ariel
| Година | Категория         | Филм                      | Резултат  |
| ------ | ----------------- | ------------------------- | --------- |
| 2001   | Най-добра актриса | Su Alteza Serenísima      | Печели    |
| 1998   | Най-добра актриса | Por si no te vuelvo a ver | Номинация |
| 1992   | Най-добра актриса | La mujer de Benjamín      | Номинация |

Награди People en Español
| Година | Категория                            | Теленовела      | Резултат   |
| ------ | ------------------------------------ | --------------- | ---------- |
| 2012   | Най-добра актриса в отрицателна роля | Лишена от любов | Номинирана |